# Жан-Жак Каффері
Жан-Жак Кафф'єрі (фр. Jean-Jacques Caffieri; 29 квітня 1725 — 22 червня 1792) — французький скульптор, який служив при дворі Людовика XV як королівський скульптор (фр. sculpteur du Roi). Він проживав у Галереях Лувру і створив вишукану балюстраду для Пале-Рояля. Найбільш відомий своїми портретними бюстами з теракоти або мармуру, такими як бюст мадам Дюбаррі, що зберігається в Ермітажі, та скульптурами великих французьких діячів, зокрема П'єра Корнеля та Жана Расіна для Комеді Франсез.

## Життя
Народився в Парижі в родині скульпторів італійського походження, які переселилися до Франції під час регентства кардинала Мазаріні. Його батько Жак Кафф'єрі та старший брат Філіп Кафф'єрі також були скульпторами. Жан-Жак ніколи не був одружений і не мав дітей. У 1749—1753 роках був пенсіонером у Віллі Медічі в Римі та учнем Франсуа Лемуана. У 1757 році приєднався до Королівської академії живопису та скульптури у Франції. Створив бюсти відомих діячів, таких як П'єр Корнель, Томас Корнель, Жан де Лафонтен та Жан-Філіп Рамо, а також пам'ятник Річарду Монтгомері в каплиці Святого Павла в Нью-Йорку. Серед його учнів був Жан-Жозеф Фуку.